# 久崎駅
久崎駅（くざきえき）は、兵庫県佐用郡佐用町久崎にある、智頭急行智頭線の駅である。

## 歴史
- 1994年（平成6年）12月3日[1]：智頭線開業と同時に設置[2][3]。
  - 当時の所在地表示は兵庫県佐用郡上月町久崎であった。
- 2005年（平成17年）10月1日：佐用町（第3次）成立に伴い、所在地表示が兵庫県佐用郡佐用町久崎に変更された。
- 2009年（平成21年）
  - 8月10日：当駅は千種川沿いに立地しており、台風9号の影響による大雨の被害により、一時的に列車の発着不能状態に陥った。
  - 8月29日：智頭線普通列車が運転再開。

## 駅構造
相対式ホーム2面2線を有し、列車交換設備を備えた高架駅。無人駅で駅舎もないため、直接ホームに上がる形になっている。保線機械のための側線の高架橋も建設されたが使用されていない。高架を降りた場所にトイレ付きの待合室がある。自動券売機等の乗車券購入設備はない。

### のりば
| 番線 | 路線    | 方向 | 行先                       |
| ---- | ------- | ---- | -------------------------- |
| 1・2 | ■智頭線 | 下り | 智頭・鳥取・倉吉方面       |
| 1・2 | ■智頭線 | 上り | 上郡・大阪・京都・岡山方面 |

付記事項
- 1番のりばを上下本線、2番のりば側を上下副本線とした一線スルーとなっており、通常は上下線とも1番のりばに発着する。
- 2番のりばは列車交換及び通過列車待ち合わせの場合のみ使われる（普通列車同士の交換の場合は、智頭方面行きが1番のりば、上郡行きが2番のりばに入る）。

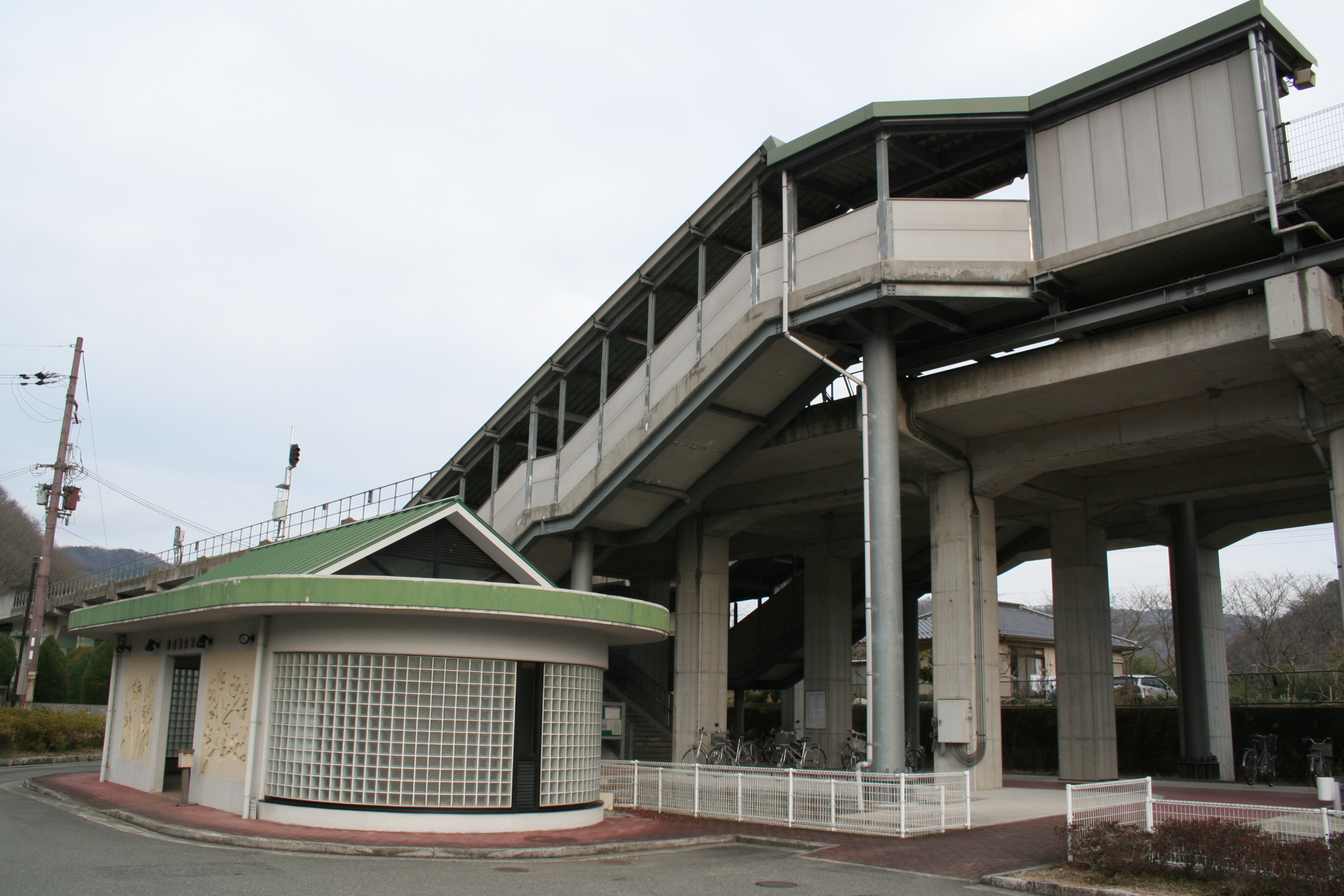
地上より見た久崎駅。左にある緑色の屋根の建物がトイレであり、右手の階段がある高架の下に駅への出入り口がある（2008年12月）
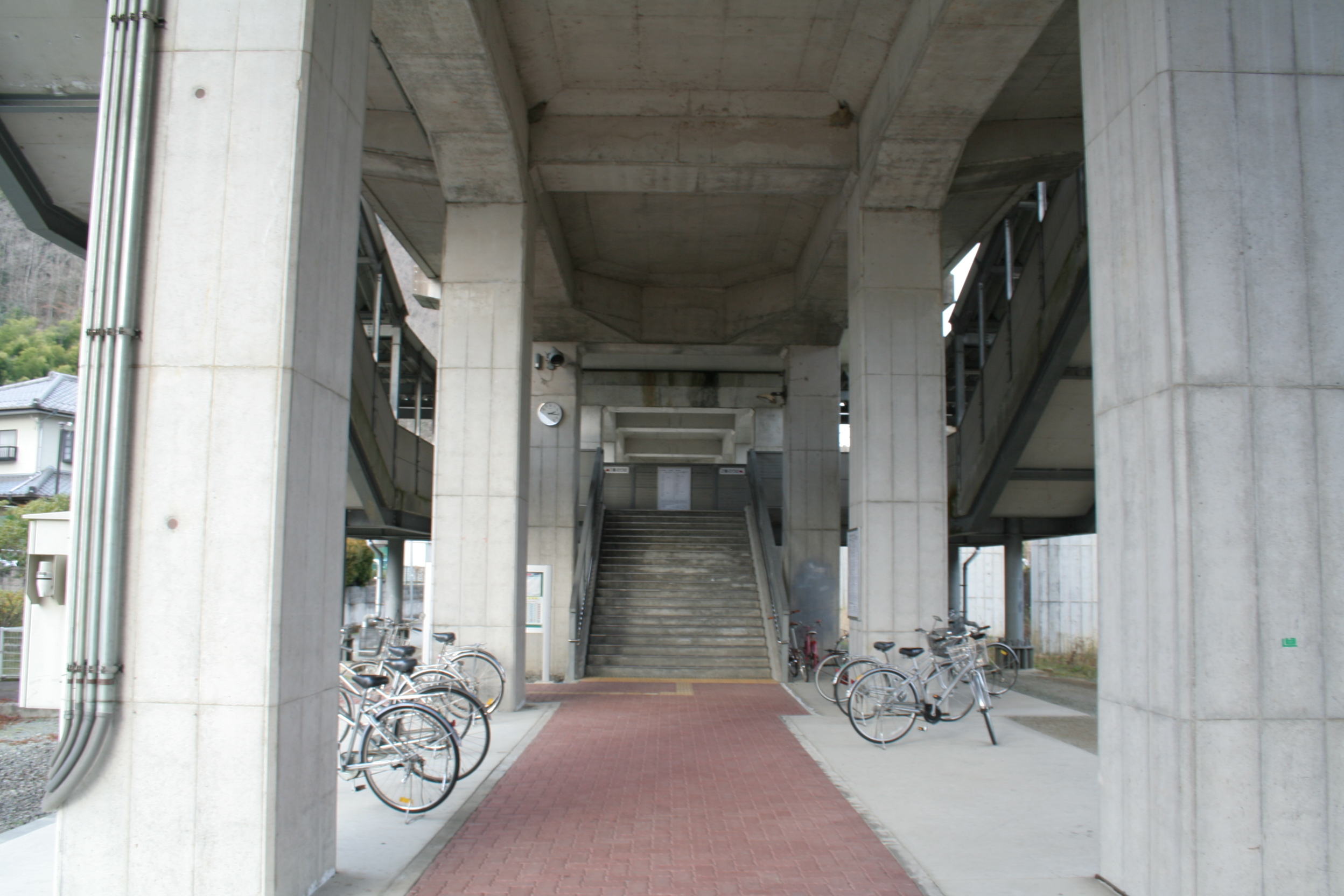
高架下にある駅への出入り口（2008年12月）
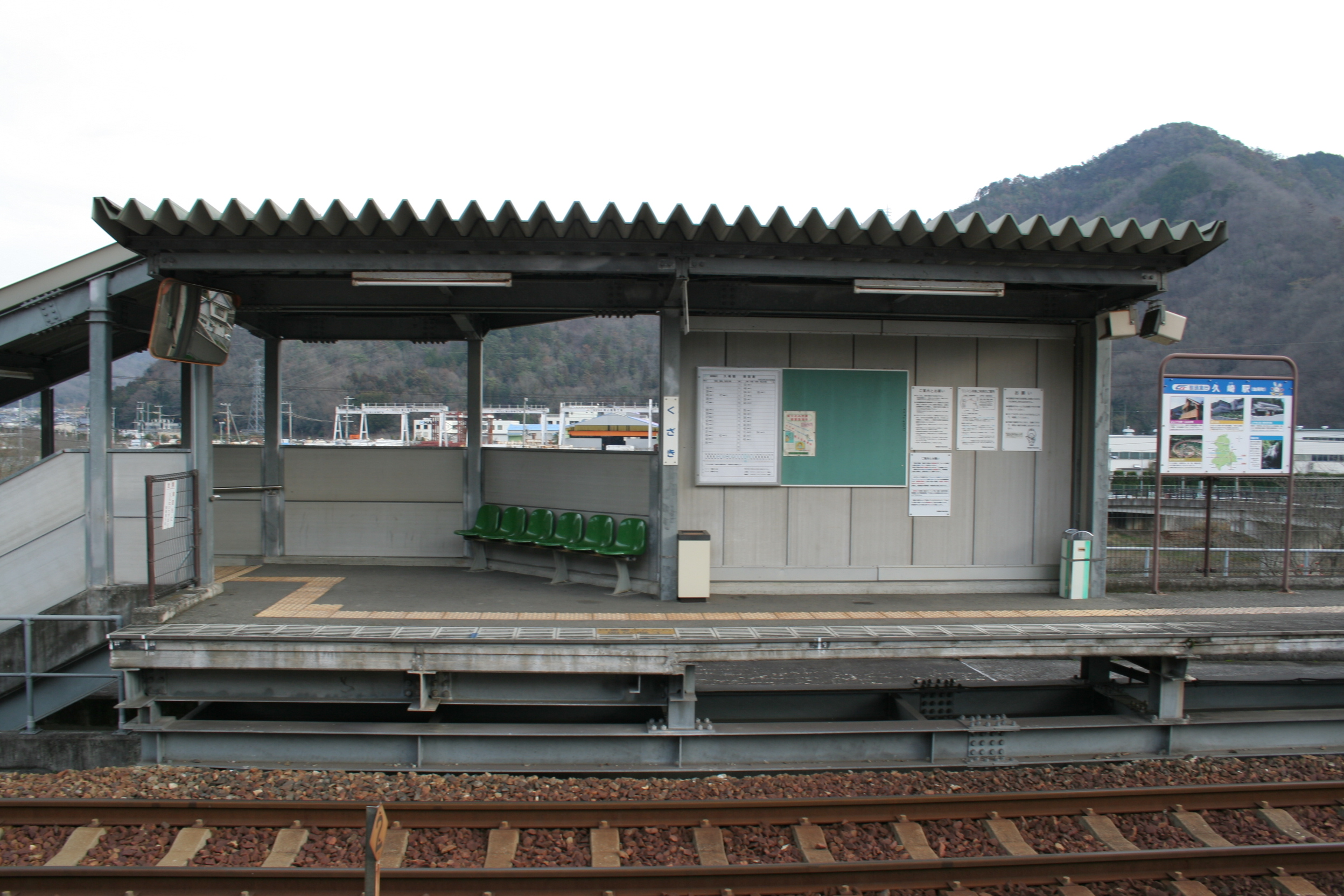
2番線ホームの待合室。上下線ともに待合室の左手（北側）に駅へ出入りするための階段がある（2008年12月）

## 利用状況
| 1日乗降人員推移 | 1日乗降人員推移 |
| 年度            | 1日平均人数     |
| --------------- | --------------- |
| 2018年          | 80              |

## 駅周辺

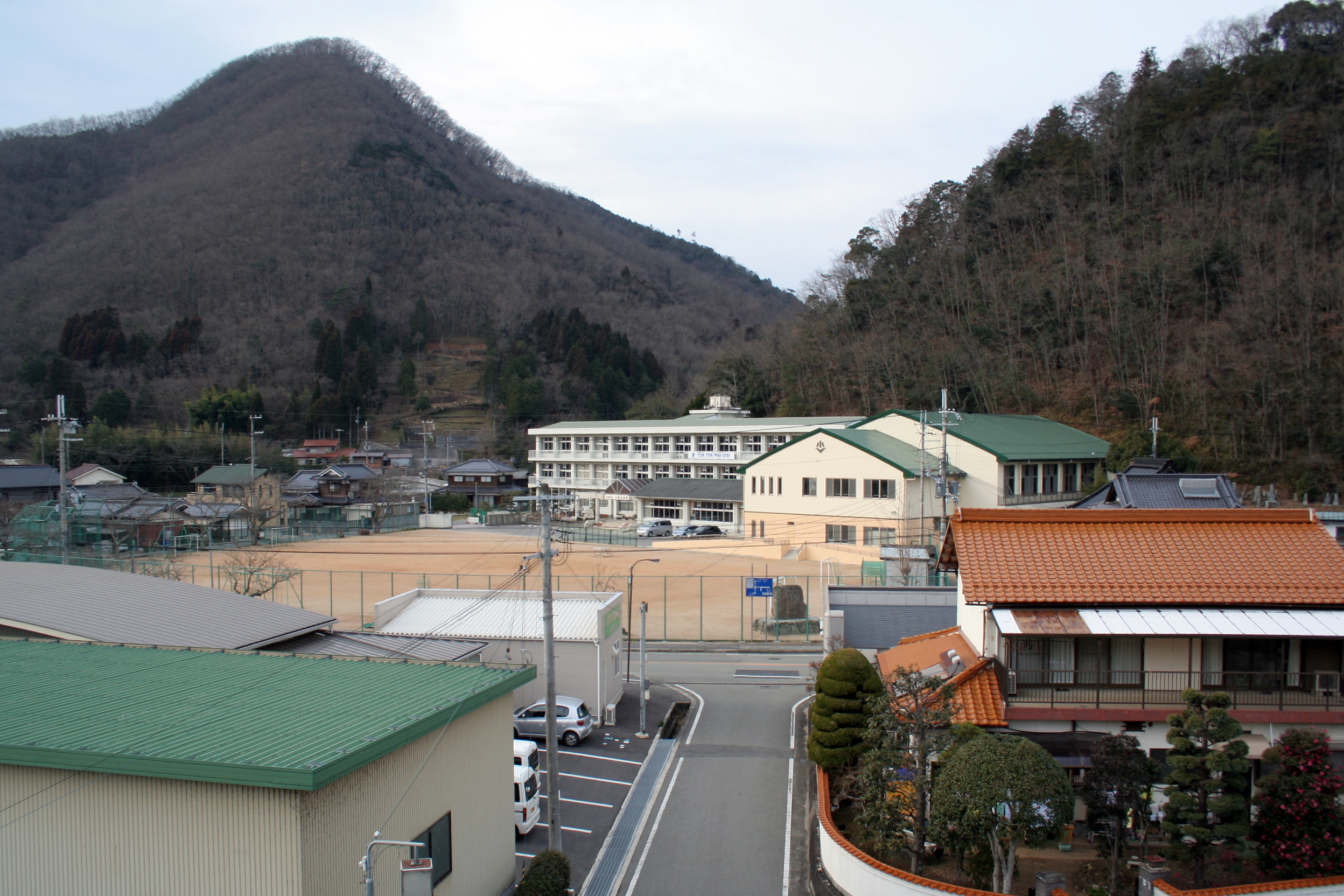
久崎駅ホームより見た旧久崎小学校（2008年12月）

千種川に佐用川が合流してくる付近の千種川の河岸に当駅は立地している。
- 旧佐用町立久崎小学校
- 久崎郵便局
- 笹ヶ丘公園[5]
  - ビッグスライダー、笹ヶ丘荘、笹ヶ丘ドーム（屋内運動）
- 国道373号
- 兵庫県道368号吉永下徳久線
- 久崎温泉 - 源泉の温度は27 ℃で[6]、泉質は塩化物泉である[7]。

## 隣の駅
智頭急行
■智頭線
河野原円心駅 - 久崎駅 - 佐用駅